# Arne Toft
Arne Marinus Toft (født 20. januar 1948 i Aalborg) er en dansk politiker og tidligere borgmester for Socialdemokratiet. Han har været medlem af Folketinget for Nordjyllands Amtskreds fra 20. nov. 2001.

## Baggrund
Arne Toft er søn af arbejdsmand Vilhelm Toft og medhjælp på gartneri Dagmar Toft. Han gik i Gistrup Skole 1955-62 og realskolen i Aalborg 1962-65. Han var maskinlærling i Aalborg 1965-67, men færdiggorde ikke uddannelsen. Han tog uddannelse som lærer fra Aalborg Seminarium 1967-72 og videreuddannede sig på Danmarks Højskole for Legemsøvelser 1972-73.

## Karriere
Toft arbejdede som lærer i Rødovre 1973-74 og i Arden 1974-86 med fagene matematik, fysik og idræt. 

### Politisk karriere
Toft var medlem af Arden Byråd og borgmester 1986-2002. Han var medlem af Erhvervsrådet i Arden 1986-2002 og medlem af Kommuneforeningen Nordjylland og af Reno Nords bestyrelse 1990-2002 samt medlem af og senere næstformand, i Arbejdsmarkedsrådet i Nordjylland 1990-2002. Han var medlem af Kommunekredits bestyrelse 1998-2004 og formand for Det Skæve Danmark 1998-2002.
Han har været partiets kandidat i Hobrokredsen fra april 1999.

### Fodboldkarriere
Han var fodboldinstruktør i DBU 1976-98. 5 A-landskampe i fodbold i perioden 1970-74 og i alt 173 kampe for AaB.